# Alexander Andrejewitsch Guber
Alexander Andrejewitsch Guber oder Huber (russisch Александр Андреевич Губер; * 19. Märzjul. / 1. April 1902greg. in Kamenka; † 16. Juni 1971 in Moskau) war ein russisch-sowjetischer Historiker deutscher Abstammung.

## Leben und Wirken
Alexander Guber war ein Urenkel des evangelisch-lutherischen Generalsuperintendenten Johann Samuel Huber und der ältere Bruder des Schriftstellers Boris Andrejewitsch Guber. Im damaligen Gouvernement Kiew aufgewachsen, studierte er bis 1925 am Institut für Orientalistik in Moskau. Danach nahm er eine Tätigkeit als wissenschaftlicher Mitarbeiter an der Kommunistischen Universität der Werktätigen des Ostens in Moskau auf. Im Jahre 1935 wurde er zum Professor ernannt. Ab 1937 erhielt er eine Professur an der Moskauer Staatlichen Universität. Ab 1952 wurde er Mitglied der KPdSU. Neben seiner Lehrtätigkeit an der Moskauer Staatlichen Universität lehrte er auch an der Akademie der Gesellschaftswissenschaften beim ZK der KPdSU.
Im Jahre 1953 wurde er zum korrespondierenden Mitglied der Akademie der Wissenschaften der UdSSR gewählt. Von 1954 bis 1956 war er Leiter des Instituts für Orientalistik. In den sechziger Jahren führte er die Abteilung für Neue und neueste Geschichte der Länder Amerikas am Institut für Allgemeine Geschichte bei der Akademie der Wissenschaften der UdSSR. Für diese Akademie nahm er auch von 1957 bis 1971 die Aufgaben eines stellvertretenden Sekretärs der Abteilung für Geschichte wahr. Von 1956 bis 1962 leitete er als erster Chefredakteur die Zeitschrift Novaja i novejsaja istorija (deutsch: Neue und neueste Geschichte). Als 1957 das Nationalkomitee der sowjetischen Historiker gegründet wurde, übernahm er den Posten eines Vorsitzenden des Komitees. Ab 1966 erfolgte seine Wahl zum Ordentlichen Mitglied Akademie der Wissenschaften der UdSSR. Im Jahre 1970 leitete er als Präsident den XIII. Internationalen Historikerkongress in Moskau.
Er wurde unter anderem zweimal (1943, 1962) mit dem Orden des Roten Banners der Arbeit und mit der Medaille „Für heldenmütige Arbeit im Großen Vaterländischen Krieg 1941–1945“ ausgezeichnet.

## Wissenschaftliche Arbeiten
Von Anfang an galt der Schwerpunkt seiner Interessen den Ländern des pazifischen Raumes und in Südost-Asien. Hier widmete er sich Themen der Geschichte der Philippinen und den Ländern von Indochina. Guber leistete dabei grundlegende Arbeiten in der russischen Geschichtswissenschaft. Seine erste Arbeit erschien im Jahre 1932 über Indonesien. Danach wandte er sich der Geschichte der Philippinen zu und 1937 veröffentlichte er ein Buch zu diesem Thema. Eine spätere Arbeit von 1948 von ihm befasste sich mit dem Kampf um die Unabhängigkeit der Philippinen von 1896 bis 1901 und dem US-amerikanischen Einfluss. Im Jahre 1940 veröffentlichte er erstmals ein Lehrbuch über die Geschichte der Länder von Asien, Afrika und Lateinamerika aus marxistischer Sicht in der Sowjetunion. Dem Unabhängigkeitskampf von Vietnam widmete er seine Veröffentlichung von 1949 Vetnamsky narod v borbe za svoyu nezavismost i demokratiyu (deutsch: Das vietnamesische Volk in seinem Kampf für Unabhängigkeit und Demokratie).

## Weitere Tätigkeiten
- 1955 Mitglied des Sowjetischen Friedenskomitees[4]
- 1956 Mitglied des sowjetischen Solidaritätskomitees für die Länder Asiens und Afrikas
- 1957 Redakteur der Zeitschrift Vestnik istori mirovoj kultury (deutsch: Mitteilungen zur Geschichte der Weltkultur)
- 1958 Vorsitzender der Gesellschaft UdSSR-Indonesien
- 1970 Wahl zum Präsidenten des Internationalen Historikerkomitees

## Schriften
- Polozenie rabochego klassa v Indonezi (deutsch: Die Lage der arbeitenden Klasse in Indonesien), 1928
- Indoneziya, 1932
- Novaja istorija kolonial'nych i zavisimych stran (deutsch: Neue Geschichte der kolonialen und abhängigen Länder), 1940
- Kriza kolonijalnog sistema posle drugog svetskog rata, Belgrad 1947 (serbisch)
- Zur Frage der Besonderheiten bei der Formierung von Klassen im kolonialen Indonesien (Vortrag auf dem XXIV. Internationalen Orientalistenkongress), Moskau 1957 (deutsch)
- Agrarnaja reforma v Demokratic eskoj Respublike Vetnam, Moakau 1959
- Distintive Features of the National-Liberation Movement in the Eastern Colonial and Dependent Countries, in: International Affairs, No. 3, Vol. 5, 1959, p. 71–75
- Respublika Indoneziya 1945-1960 (deutsch: Republik Indonesien 1945–1960), Moskau 1961
- Weltgeschichte in zehn Bänden, Redaktion mit anderen Autoren, Berlin (ab 1961 in deutscher Übersetzung)
- Introduction to Indonesia, in: Thomas Perry Thornton, The Third world in Soviet perspective: studies by Soviet writers on the developing areas, Princeton 1964, S. 61f
- Malaya als Herausgeber, Leipzig 1964 (deutsch)
- Istoriia Vetnama v nobveshee vremia (1917-1965) et al., Moskau 1970
- History of the Mongolian People's Republic als Herausgeber, Moskau 1973 (englisch)